# Gleichwert
Der Begriff Gleichwert steht in der Elektrotechnik, besonders im Bereich der elektrischen Messtechnik und der theoretischen Elektrotechnik, für arithmetischer Mittelwert oder linearer zeitlicher Mittelwert. Er ist eine Anwendung des arithmetischen Mittels auf zeitlich kontinuierlich vorhandene veränderliche Größen eines stationären Vorgangs. Er gibt den Gleichanteil an, wenn eine Überlagerung aus Wechsel- und Gleichgrößen vorliegt.

## Ansatz
Wird die mathematische Definition des arithmetischen Mittelwertes {\displaystyle {\overline {x}}={\frac {1}{n}}\sum _{i=1}^{n}x_{i}} angewendet auf eine fortlaufend vorhandene Größe, so ergibt sich mit Einzelwerten, die in gleichen zeitlichen Abständen {\displaystyle \Delta t} während einer Beobachtungsdauer {\displaystyle \tau =n\cdot \Delta t} gewonnen worden sind,
{\displaystyle {\begin{aligned}{\overline {x}}&=\lim _{n\to \infty }{\frac {1}{n}}\sum _{i=1}^{n}x_{i}\\&=\lim _{\tau \to \infty }{\frac {1}{\tau }}\sum _{i=1}^{\tau /\Delta t}x_{i}\cdot \Delta t\quad {\text{oder}}\\&=\lim _{\Delta t\to 0}{\frac {1}{\tau }}\sum _{i=1}^{\tau /\Delta t}x_{i}\cdot \Delta t\ .\end{aligned}}}
Die letzte Zeile führt auf ein Integral, wenn sich die Größe durch eine integrierbare Funktion darstellen lässt.
Als Beobachtungsdauer reicht in der Praxis eine fallweise repräsentative endliche Dauer.

## Gleichwert bei periodischen Vorgängen

Sinusförmige Wechselspannung, gleichgerichtet, quadriert; dazu jeweils die Gleichwerte

Am Beispiel einer  elektrischen Spannung mit dem Augenblickswert {\displaystyle u} ist ihr Gleichwert
- die mittlere Höhe aller Spannungs-Zeit-Flächen {\displaystyle u\,\cdot \,\Delta t}   oder
- die Summe aller Spannungs-Zeit-Flächen während einer Beobachtungsdauer {\displaystyle \tau } geteilt durch die Beobachtungsdauer.

Bei periodischen Vorgängen mit der Periodendauer {\displaystyle T} kann man die Beobachtungsdauer auf eine Anzahl von {\displaystyle m} Perioden beschränken ({\displaystyle m\geq 1}, ganzzahlig) und berechnet den Gleichwert mit der Summe
{\displaystyle {\overline {u}}={\frac {1}{mT}}\cdot \sum u\cdot \Delta t\ .}
Zu einer möglichst genauen Erfassung mit vielen Einzelwerten ist {\displaystyle \Delta t\ll \tau =m\cdot T} erforderlich. Man wählt {\displaystyle \Delta t\ll T} oder {\displaystyle m\gg 1}. (Außerdem muss {\displaystyle \Delta t<T/2} sein.) Bei bekannter Funktion {\displaystyle u} ersetzt man die Summe durch das Integral über eine Periode ({\displaystyle m=1}) mit beliebig wählbarem Zeitpunkt {\displaystyle t_{1}}
{\displaystyle {\overline {u}}={\frac {1}{T}}\int \limits _{t_{1}}^{t_{1}+T}u\ \mathrm {d} t\ .}
Als Wechselspannung bezeichnet man eine Spannung, deren Polarität in regelmäßiger Wiederholung wechselt, deren zeitlicher Mittelwert aber null beträgt. Die Kurvenform der Spannung ist dabei unerheblich und keineswegs an den Sinusverlauf gebunden. Die Fläche der Spannung über der Nulllinie ist dem Betrage nach genauso groß wie die Fläche unter der Nulllinie; die Summe aus positiver Fläche (über der Nulllinie) und negativer Fläche (unter der Nulllinie) ist dann gleich null.
Bei einer Mischspannung erhält man den Gleichanteil aus der Höhe einer waagerechten Geraden, bei der sich entsprechend die Flächen oberhalb und unterhalb zu null ergänzen.
Als weitere Formelzeichen außer {\displaystyle {\overline {u}}} werden benutzt:
{\displaystyle {\overline {u}}={\overline {U}}=U_{-}=U_{\text{av}}=U_{\text{DC}}}; av steht für average, DC für direct current.

## Messung des Gleichwertes

### Analoges Messverfahren
Bei diesem Messverfahren wird die Drehspule des Drehspulmesswerkes durch eine Kraft, welche proportional zur Stromstärke {\displaystyle i} ist, ausgelenkt. Eine Wechselspannung erzeugt abwechselnd eine positive und negative Stromstärke und eine entsprechende Kraft. Da das mechanische Messwerk dem Rhythmus technischer Wechselspannungen nicht folgen kann, wird nur die mittlere Kraft erfasst und somit der Gleichspannungsanteil {\displaystyle U_{-}} der Mischspannung angezeigt.

### Digitales Messverfahren
Digitalmultimeter benutzen häufig einen Analog-Digital-Umsetzer nach dem Zweirampenverfahren. Auch bei diesem wird die Integration analogtechnisch in der Eingangsstufe vorgenommen.
Bei der Messung im DC-Messbereich wird ein Kondensator eine feste Dauer lang aufgeladen, er integriert Stromstärke. Eine Gleichspannung lädt den Kondensator linear über der Zeit auf. Bei Wechselspannung wird der Kondensator aufgeladen und in demselben Maße wieder entladen; nach einer ganzen Anzahl von Perioden, z. B. nach 300 ms bei 50 Hz oder 60 Hz, ist der Ladezustand des Kondensators unverändert. Durch eine Überlagerung aus Gleich- und Wechselspannungsanteil ist zum Ende des Ladevorgangs der Kondensator genau so viel oder wenig geladen wie durch die Gleichspannung alleine. Die Endhöhe der Kondensatorladung ist bestimmend für die Anzeige. Somit wird im Bereich DC nur der Gleichspannungsanteil der Mischspannung gemessen.

### Verfahren bei Wechselgrößen
Da eine Wechselgröße definitionsgemäß den Gleichwert null hat, ist seine Messung bei dieser Größe sinnlos. Die einfachste Methode, eine Wechselgröße durch Messung zu charakterisieren, besteht in der Ermittlung ihres Gleichrichtwertes. In Blick auf Energieübertragung ist der gemessene Effektivwert aussagekräftiger.